# Veronica Campbell-Brown
Veronica Campbell Brown (Sinh ngày 15 tháng 5 năm 1982) là một vận động viên điền kinh người Jamaica, chuyên về nội dung 100 mét và 200 mét. Dành 8 huy chương Thế vận hội, cô là người thứ hai trong lịch sử giành được 2 huy chương vàng liên tiếp nội dung 200 m, sau Bärbel Wöckel của Đức tại Thế vận hội 1976 và 1980. Campbell Brown là một trong chín vận động viên duy nhất giành chức vô địch thế giới ở cấp độ U18, U20 và chuyên nghiệp của một sự kiện thể thao. Thành tích cá nhân cô nắm giữ ở nội dung 100 m là 10,76 giây và 21,74 ở nội dung 200 m.

## Lúc nhỏ
Campbell sinh ra ở Cecil Campbell và Pamela Bailey ở Clarks Town, Trelawny, Jamaica vào ngày 15 tháng 5 năm 1982. Cô có chín anh chị em và theo học trường Tiểu học Troy và Trung học kỹ thuật Vere ở Clarendon trước khi theo đuổi giáo dục đại học tại Hoa Kỳ ở Đại học Arkansas.

## Cuộc sống cá nhân
Vào năm 2007, Campbell kết hôn với Omar Brown, một vận động viên chạy nước rút người Jamaica và cựu sinh viên Đại học Arkansas, cô đổi tên thành Campbell-Brown, một vài năm sau, cô bỏ dấu gạch nối từ tên của cô, đổi tên thành Campbell Brown. Họ hiện đang sống và đào tạo tại Clermont, Florida. Cô được bổ nhiệm làm Đại sứ thiện chí của UNESCO vào cuối năm 2009 và tuyên bố rằng bà sẽ sử dụng vai trò này để thúc đẩy bình đẳng giới trong thể thao.

## Thành tích
Thành tích cá nhân tốt nhất của Campbell Brown là 10,76 giây trong nội dung 100 m trong danh sách 10 người có thành tích tốt nhất (cô ở vị trí thứ 9) và thứ tư trong số những vận động viên Jamaica. Thành tích 200 m tốt nhất của cô (21,74 giây) xếp hạng thứ 10 trên thế giới. Lần này là lần thứ ba tốt nhất trong số những vận động viên Jamaica. Đây là thành tích xếp thứ tư của thế kỷ XXI và là nhanh nhất kể từ 21,62 giây của Marion Jones ở Johannesburg 1998. Cô đã giành được tổng cộng 46 huy chương trong sự nghiệp lẫy lừng của mình (27 vàng, 16 bạc, 3 đồng).